# St.-Jürgen-Kapelle (Wolgast)

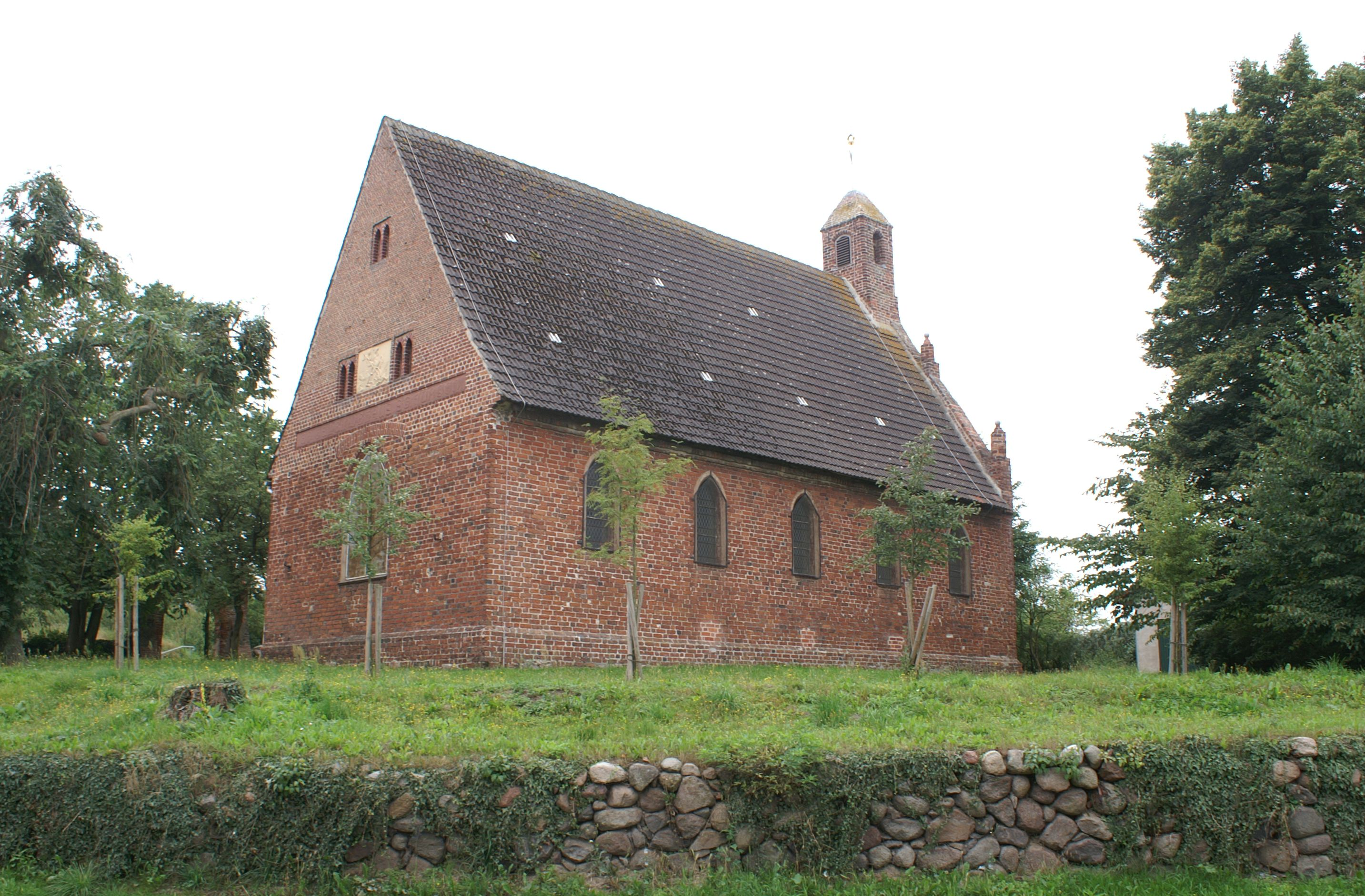
St.-Jürgen-Kapelle
Ostgiebel und Nordseite

Die Kapelle St. Jürgen ist eines der erhalten gebliebenen mittelalterlichen Kirchengebäude der Stadt Wolgast im Landkreis Vorpommern-Greifswald.

## Geschichte
Erstmals wurde die damals noch Georgenkapelle genannte St.-Jürgen-Kapelle 1420 in einer Stralsunder Stiftungsurkunde erwähnt. Wie die Gertrudenkapelle wurde auch die Jürgenkapelle außerhalb der Stadtmauern errichtet. Sie diente ursprünglich als Hospital für Arme, Bedürftige, Kranke und Fremde. 1592 erfolgten umfangreiche Instandsetzungsarbeiten im Auftrag des Herzogs Ernst Ludwig von Pommern-Wolgast. Weitere Arbeiten am Gebäude fanden 1672 statt. 1710 diente die Jürgenkapelle als Pesthaus. Die Pesttoten wurden auf dem zugehörigen Friedhof begraben, der danach längere Zeit nicht mehr genutzt wurde.
Später wurde die Kapelle von den Bewohnern der nordwestlichen Wolgaster Vorstadt, der Bauwiek, als Armen- und Begräbniskirche genutzt. In der ersten Hälfte des 18. Jahrhunderts fertigte Johann Bötticher, von 1725 bis 1748 Rektor der Wolgaster Stadtschule, eine Beschreibung der damaligen Ausstattung an, in der er von einer Aufteilung des Kirchensaales in einzelne Wohnräume berichtete.
Ab 1940 wurden belgische und französische Kriegsgefangene in der Kapelle untergebracht. Nach dem Zweiten Weltkrieg waren umfangreiche Sanierungsmaßnahmen erforderlich, die erst 1953 abgeschlossen werden konnten. Seit 1954 wird sie von der Wolgaster Gemeinde der Pommerschen Evangelischen Kirche als Winterkirche und Veranstaltungsraum genutzt. Im Jahr 2003 erhielt die Kapelle eine neue Glocke.

### Vandalismus
Am 24. September 2020 wurde auf die Kapelle ein Brandanschlag verübt, wobei ein Schaden von 7600 € entstand. Fenster wurden eingeschlagen, Fensterbänke beschädigt und an mehreren Stellen Feuer gelegt. Ein Übergreifen des Brandes erfolgte jedoch nicht.
Bei einem erneuten Brand am 13. Juni 2021 entstanden schwere Schäden durch Ruß und Löschwasser. Die Polizei geht von Brandstiftung als Ursache aus. Da der Brand aus dem Inneren der Kapelle kam, wird inzwischen wegen schwerer Brandstiftung ermittelt. Der zuständige Pastor schätzt den entstandenen Schaden nach dem derzeitigen Kenntnisstand auf rund 350.000 Euro.

## Gebäude
Die St.-Jürgen-Kapelle ist ein einschiffiger Backsteinbau, der auf das 15. Jahrhundert datiert wird. Der östliche Bereich wurde Mitte des 20. Jahrhunderts neu errichtet. Ein Relief im Dachgiebel zeigt den Heiligen Georg im Kampf mit dem Drachen. Auf dem Westgiebel befinden sich drei Spitzbogenblenden und als Dachreiter ein Glockentürmchen. Aus dem 19. Jahrhundert stammt die südliche Eingangsvorhalle.
Die Ausstattung, des im Inneren mit einer Flachdecke versehenen Gebäudes, stammt aus den 1950er Jahren, ein Glasgemälde, mit einer Christophorus-Darstellung aus dem 19. Jahrhundert. Die Fenster befinden sich in Nischen, die bis zum Boden reichen.
Die den Friedhof um die Kapelle begrenzende Packsteinmauer aus Feldstein ist in Resten erhalten. Im Norden und Süden befinden sich zwei rundbogige Friedhofstore aus Backstein, die von Strebepfeilern gestützt werden.